# Patrick Phelan
Pour les articles homonymes, voir Phelan.
Patrick Phelan (1795-1857) est le troisième évêque de Kingston.

## Biographie
Né en Irlande le 1er février 1795, il est le premier prêtre ordonné par Jean-Jacques Lartigue le 24 septembre 1825, dans l'église de Saint-Jacques de Montréal. 
Il devient membre du séminaire de Saint-Sulpice en 1826. 
Le pape Grégoire XVI, par une bulle datée du 20 février 1843, le nomme évêque de Carrhae (de) in partibus, et coadjuteur de Kingston. Il est sacré sous ce titre, le 20 août 1843, dans l'église paroissiale de Montréal par Ignace Bourget.
Nommé administrateur apostolique du diocèse de Kingston le 30 janvier 1852, il devient évêque en titre de Kingston le 8 mai 1857.
Il n'occupe le siège qu'un mois seulement, et meurt le 6 juin suivant, âgé de 62 ans, et est inhumé dans sa cathédrale.

## Sources
- Répertoire général du clergé canadien, par ordre chronologique depuis la fondation de la colonie jusqu'à nos jours, par Cyprien Tanguay, Montréal, Eusèbe Senécal & fils, imprimeurs-éditeurs, 1893.